# Bayerische Handballmeisterschaft 1952
Die Bayerische Handballmeisterschaft 1952 war die dritte vom Bayerischen Handball-Verband (BHV) ausgerichtete Endrunde um die bayerische Meisterschaft im Hallenhandball der Männer. Sie wurde in einem Ausscheidungsturnier durchgeführt. Am 20. Januar 1952 fand in München das Entscheidungsspiel um die Bayerische Meisterschaft statt.

## Turnierverlauf
Das Endspiel: VfL 1926 München : 1. FC Nürnberg endete 9 : 8 für die Münchner.
Als Bayerischer Meister waren sie für die Endrunde zur Süddeutschen Meisterschaft 1952 in Frankfurt am Main qualifiziert und belegten dort den dritten Platz, was nicht ausreichte, um an der Endrunde zur Deutschen Meisterschaft in Dortmund teilnehmen zu können. Der VfL München hat von da ab wieder seinen alten Vereinsnamen Post SV München angenommen.